# Napoléon Coste
Pour les articles homonymes, voir Coste.
Napoléon Coste (27 juin 1805 à Amondans - 14 janvier 1883 à Paris 10e) est un guitariste, compositeur, et pédagogue français. Élève de Fernando Sor, il contribue à développer ses principes musicaux tout en faisant évoluer la musique pour guitare vers le romantisme. Ses compositions, essentiellement pour guitare, sont particulièrement exigeantes et ambitieuses.

## Biographie
Son père étant un capitaine dans l'armée et patriote bonapartiste, il reçut son prénom en hommage à l'Empereur. En 1809, la famille s'installa à Ornans, dans le département du Doubs. Pendant le siège de Delfzijl (1813-1814), Napoléon Coste était dans la forteresse, où son père a servi comme capitaine sous les ordres du colonel Maufroy. Puis en 1815, à la retraite du père, la famille s'installa à Valenciennes dans le Nord. Napoléon Coste commence l'apprentissage de la guitare à l'âge de six ans avec sa mère, Anne-Pierrette Dénéria, qui était elle-même guitariste. Il devient vite professeur et concertiste sur cet instrument et donne de nombreux concerts dans sa région (en 1828, en duo avec le guitariste italien Luigi Sagrini). En 1830, à vingt-quatre ans, il gagne Paris où il rencontre tous les grands guitaristes de l'époque qui vivent alors dans la capitale française (Carulli, Carcassi, Aguado). Il reçoit alors l'enseignement de Fernando Sor pour la guitare, le solfège, l'harmonie et le contrepoint. Le maître et l'élève se produiront en duo en 1838 et seront unanimement acclamés. Il est rapidement reconnu comme le meilleur guitariste virtuose français. Malheureusement, à cette époque, la guitare commence à tomber en désuétude et malgré son talent et sa renommée, il ne trouve plus d'éditeur pour publier sa musique, qu'il doit financer lui-même. Il participe en 1856 au concours de composition organisé par Mr Makaroff à Bruxelles qui a pour objet de récompenser les meilleurs compositions pour guitare. Napoléon Coste y présente notamment sa "Grande Sérénade Op.30", et il finira second, derrière Johann Kaspar Mertz décédé entre-temps... En 1863, il se casse le bras droit dans une chute d'escalier, ce qui mettra un terme à sa carrière de concertiste. Il travailla dès lors à Paris comme agent de l'État, ayant pour tâche de délivrer des quittances, tout en continuant à enseigner et à composer. Il a laissé de nombreuses œuvres de grande qualité pour guitare.

## Style musical
Son style, qui a évolué tout au long de sa vie, est très influencé par le romantisme. Si les bases de son harmonie sont très classiques (Haydn, Beethoven), son sens mélodique, ses formes musicales et même ses modulations penchent bien plus vers Mendelssohn, Schubert ou Chopin.
Coste utilisait une guitare à sept cordes : il ajoutait une corde grave qui pouvait être accordée en ré, ou en d'autres notes, selon la tonalité du morceau exécuté.

## Œuvres complètes
La vie de Napoléon Coste ayant été entièrement dévouée à la guitare, il ne sera pas surprenant de découvrir dans le catalogue de ses œuvres une écrasante majorité de pièces pour guitare seule. Cependant il a quand même écrit quelques duos pour deux guitares, pour hautbois et guitare, pour piano et hautbois ainsi que des mélodies pour voix et piano.
La pièce Pequeno Estiudio interprétée par Narciso Yepes fait partie de la musique du film Jeux interdits.
op. 1 : Perdu

op. 2 : Variations et Finale sur un motif favori de la Famille Suisse de Weigl

op. 3 : 2 Quadrilles de Contredanses 

op. 4 : Fantaisie Composée sur un motif du Ballet d'Armide

op. 5 : Souvenirs de Flandres 

op. 6 : Fantaisie de Concert

op. 7 : 16 Valses Favorites de Johann Strauss I 

op. 8 : Perdu

op. 9 : Divertissement sur Lucia di Lammermoor 

op. 10 : Scherzo et pastoral, valses brillantes pour 2 guitares

op. 11 : Grand Caprice

op. 12 : Rondeau de Concert

op. 13 : Caprice sur l'air espagnol La Cachucha

op. 14 : Deuxième Polonaise

op. 15 : Le Tournoi Fantaisie Chevaleresque 

op. 16 : Fantaisie sur deux Motifs de la Norma
Souvenirs - Sept morceaux épisodiques
op. 17 à 19 : n°1 La Vallée d'Ornans, no 2 Les Bords du Rhin, no 3 Delfzil

op. 20 : n°4 Le Zuyderzée

op. 21 : n°5 Les Cloches

op. 22 : n°6 Meulan

op. 23 : n°7 Les soirées d'Auteuil
op. 19b : La Romanesca

op. 24 : Grand Solo

op. 25 : Consolazione, romance pour hautbois et piano (existe avec accompagnement de guitare)

op. 26 : Marche triomphale et Trio

op. 27 : Le Passage des Alpes, trilogie (comprenant l'opus 28a et l'opus 40)

op. 28b : Fantaisie Symphonique

op. 28c : Divertissement

op. 29 : La Chasse des Sylphes 

op. 30 : Grande Sérénade 

op. 31 : Le Départ, fantaisie dramatique 

op. 32 : Perdu

op. 33a : Mazurka 

op. 33b : Marche et scherzo pour hautbois et guitare

op. 34a : Le montagnard, divertissement pastoral pour hautbois et guitare (ou piano)

op. 34b : Fantaisie pour hautbois ou violon et piano ou guitare (incomplet). Fantaisie sonate pour 2 hautbois et piano (sic)

op. 35 : Fantaisie de concert pour 2 hautbois et piano

op. 36 : Les regrets cantilène pour hautbois et guitare

op. 37 : Cavatine pour hautbois et piano

op. 38 : 25 études de genre

op. 39 : Andante et Menuet 

op. 40 : (fait partie du Passage des Alpes)

op. 41 : Feuilles d'Automne, 12 valses

op. 42 : La Ronde de Mai 

op. 43 : Marche Funèbre et Rondeau 

op. 44 : Souvenir du Jura, Andante et Polonaise 

op. 45 : Divagation, fantaisie

op. 46 : Valse Favorite, morceau de bravoure 

op. 47 : La Source du Lyson / fête villageoise 

op. 48 et 49 : Quatre Marches et Six Préludes 

op. 50 : Adagio et Divertissements 

op. 51 : Récréation du Guitariste, 14 pièces

op. 52 : Le Livre d'or du Guitariste 

op. 53 : Six Pièces Originales (Rêverie, Rondeau, 2 Menuets, Scherzo & Étude)

WoO : Andante et Allegro

WoO : Introduction et Variations sur un motif favori de l'opéra Le Pirate et trois autres copies : n°1 , n°2 et n°3

WoO : 2 quadrilles, très proche de l'opus 3

WoO : Valse des roses d'Olivier Métra, arrangée par Napoléon Coste

WoO : Kleines Tonstück

WoO : Valse en ré majeur 

WoO : Berceuse

WoO : Pastorale

WoO : Valse en la majeur 

WoO : Études, nocturne et exercices extraits de la méthode

WoO : Duetto pour 2 guitares et dans deux autres copies n°1 - n°2

WoO : Grand duo pour deux guitares égales et concertantes

WoO : Lolla mélodie pour voix et piano

WoO : L'enfant au berceau pour voix et piano

WoO : Le petit ange rose Berceuse pour voix et piano

WoO : Caprice pour deux hautbois

WoO : Concertino pour hautbois

WoO : Sonate pour hautbois (ou violon) et piano (ou guitare) et dans une autre copie
Méthode pour la guitare en deux éditions : 1re et 2e

## Arrangements et transcriptions
Napoléon Coste a réalisé de nombreux arrangements et transcriptions pour guitare. On remarquera notamment ceux inclus dans le Livre d'or du guitariste Op.52 et ceux pour voix et guitare de six lieder de Franz Schubert (avec paroles françaises de Bélanger) : Marguerite, Sérénade, La jeune fille et la mort, Adieu, Ave Maria, La berceuse. Transcription de la mélodie Adelaïde de Beethoven pour guitare et violon (ou alto) et dans une autre version pour voix et guitare.
Napoléon Coste a beaucoup contribué à diffuser l'œuvre de son maître Fernando Sor. Tout d'abord en rééditant sa méthode qu'il faut bel et bien considérer comme la méthode de guitare de Coste d'après les principes de Sor, et non une simple réédition de celle de son maître. Il réalise des arrangements de certains duos de Sor Op.34, Op.38, Op.41, Op.54bis et Op.63 pour 2 guitares concertantes, et révise les solos Op. 43, 45 et 54. Enfin, Coste a édité, dans sa méthode, 26 études études du maître espagnol  revues, classées et doigtés d'après les traditions de l'auteur, qui sont une source non négligeable pour la connaissances de ces études.
Il existe une version pour deux guitares du 2e mouvement du 2e Concerto de Mauro Giuliani ainsi qu'un arrangement du 10e solo de Klosé transcrit pour hautbois avec accompagnement de piano ou de quatuor par Napoléon Coste.
Coste a également été un précurseur dans le domaine de la musique ancienne en étant le premier guitariste à s'intéresser aux tablatures de Robert de Visée et en en faisant des transcriptions en notation moderne pour la guitare. On en trouve six dans sa méthode pour guitare et neuf dans l'Op.52.

## Divers
L'élève de Napoléon Coste, Soffren Degen, a composé des parties de deuxième guitare pour exécuter en duo la source du Lyson Op.47, le passage des Alpes Op.40 et la Fantaisie de concert Op.12 (attention, vous ne trouvez sur ces liens que la partie de deuxième guitare).
- la source du Lyson Op.47
- le passage des Alpes Op.40
- Fantaisie de concert Op.12